# Guimer
Guimer o Guimerà - també citat en documents antics com Wimer, Guimas o Guimarano - fou bisbe de Girona (834- ~840) segurament investit en la mateixa data en què aconseguí la confirmació de les donacions fetes pels anteriors reis de França per part de l'emperador Lluís el Pietós, en un decret del 2 de desembre de 834 donat al palau d'Attigny.
En aquest decret es fa menció dels territoris de la vila d'Oliano (Ullà) amb els seus termes, la de Cacaviano, l'antic lloc de Celsiano, amb la petita vila nova que diuen Vellosos (la Bolleria?), amb castell i terme; en el territori de Girona la meitat de la vila de Mollet, la Villa Millasa, Castellum fracto i Paredes de Rufino; i en el territori de Besalú la vila de Bàscara, amb els seus vilars de Spedulias (Mas Esponellà?), Villa Crispiano (Crespià), i Miliarias. El rei decretà que cap jutge públic o persona major o menor que tingui potestat judicial s'atreveixi a fer de tal en les esglésies, llocs, camps o possessions d'aquesta seu, a escoltar o discutir plets, exigir multes o fer parades.